# یواس‌اس امیلی
یواس‌اس امیلی (به انگلیسی: USS Emily) یک کشتی بود که طول آن  فوت ( متر) و ارتفاع آن  فوت  اینچ ( متر) بود.